# Gonomyia (Leiponeura) atrox
Gonomyia (Leiponeura) atrox is een tweevleugelige uit de familie steltmuggen (Limoniidae). De soort komt voor in het Oriëntaals gebied.